# Stuart Gordon
Stuart Gordon (n. 11 august 1947, Chicago, Illinois - d. 24 martie 2020) a fost un regizor american, scenarist, producător de film și teatru.

## Filmografie

### Ca regizor
- Bleacher Bums (1979)
- Re-Animator (1985)
- From Beyond (1986)
- Dolls (1987)
- Kid Safe: The Video (1988)
- Robot Jox (1989)
- Daughter of Darkness (1990)
- The Pit and the Pendulum (1991)
- Fortress (1992)
- Castle Freak (1995)
- Space Truckers (1996)
- The Wonderful Ice Cream Suit (1998)
- Honey, I Shrunk the Kids: The TV Show (episodul "Honey, Let's Trick or Treat") (1998)
- Dagon (2001)
- King of the Ants (2003)
- Edmond (2005)
- Masters of Horror serial TV (episodul "Dreams In the Witch-House") (2005)
- Masters of Horror (serial TV (episodul "The Black Cat") (2007)
- Stuck (2007)
- Fear Itself (2008) serial TV (episodul "Eater")
- Nevermore...An Evening with Edgar Allan Poe (2009–10) (producție teatrală)[9]
- Re-Animator: The Musical (2011-) (producție teatrală)

### Ca scenarist
- Bleacher Bums (1979)
- Re-Animator (1985)
- From Beyond (1986)
- Kid Safe: The Video (1988)
- Honey, I Shrunk the Kids (1989)
- Body Snatchers (1993)
- Castle Freak (1995)
- The Dentist (1996)
- Space Truckers (1996)
- Progeny (1998)
- Masters of Horror (episodul "Dreams In the Witch-House") (2005)
- Masters of Horror (episodul "The Black Cat"  (2007)
- Re-Animator: The Musical (2011) (producție teatrală)

### Ca producător
- Honey, I Blew Up the Kid (1992)
- Space Truckers (1996)
- The Wonderful Ice Cream Suit (1998)
- Progeny (1998)
- Snail Boy (2000)
- Bleacher Bums (2002)
- Deathbed (2002)
- King of the Ants (2003)
- Edmond (2005)